# Paectes griseifusa
Paectes griseifusa là một loài bướm đêm trong họ Noctuidae.